# Spieß (Einheit)
Spieß war ein Zählmaß im deutschsprachigen Raum für tote Vögel. Ein Gebrauch des Maßes war im Handel und bei der Jagd. Bis zur Drosselgröße wurden die Vögel Halbvögel und darüber Ganzvögel genannt. Der Begriff Spieß leitete sich von der Art der Bündelung der Tiere ab. Ein schmales spitzes Holz wurde zum Bündeln genommen und in Nähe des Vogelhalses bei der entsprechenden Menge durchgesteckt.
Ein gleichbedeutendes Maß war der Klupper, auch Klubb, für ein Bündel Vögel, aber galt auch nur für die Zahl Vier. Ebenso war Bandel das Maß für 4 Vögel, aber bei Fröschen, auch Widel genannt, war die Zahl 25.
- 1 Spieß = 4 Ganzvögel = 8 Halbvögel